# Töreboda station

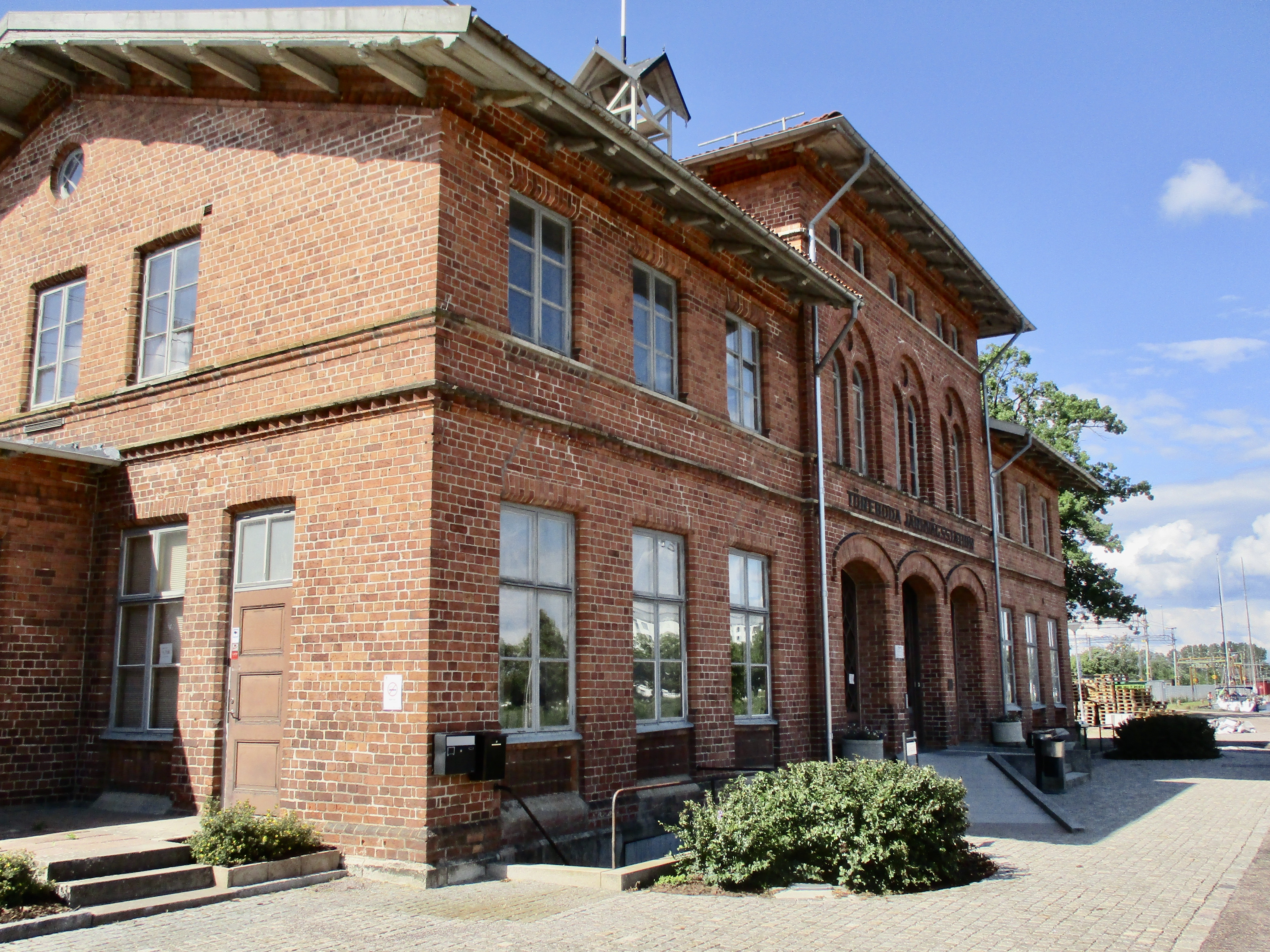
Töreboda station, fasaden mot Göta kanal.

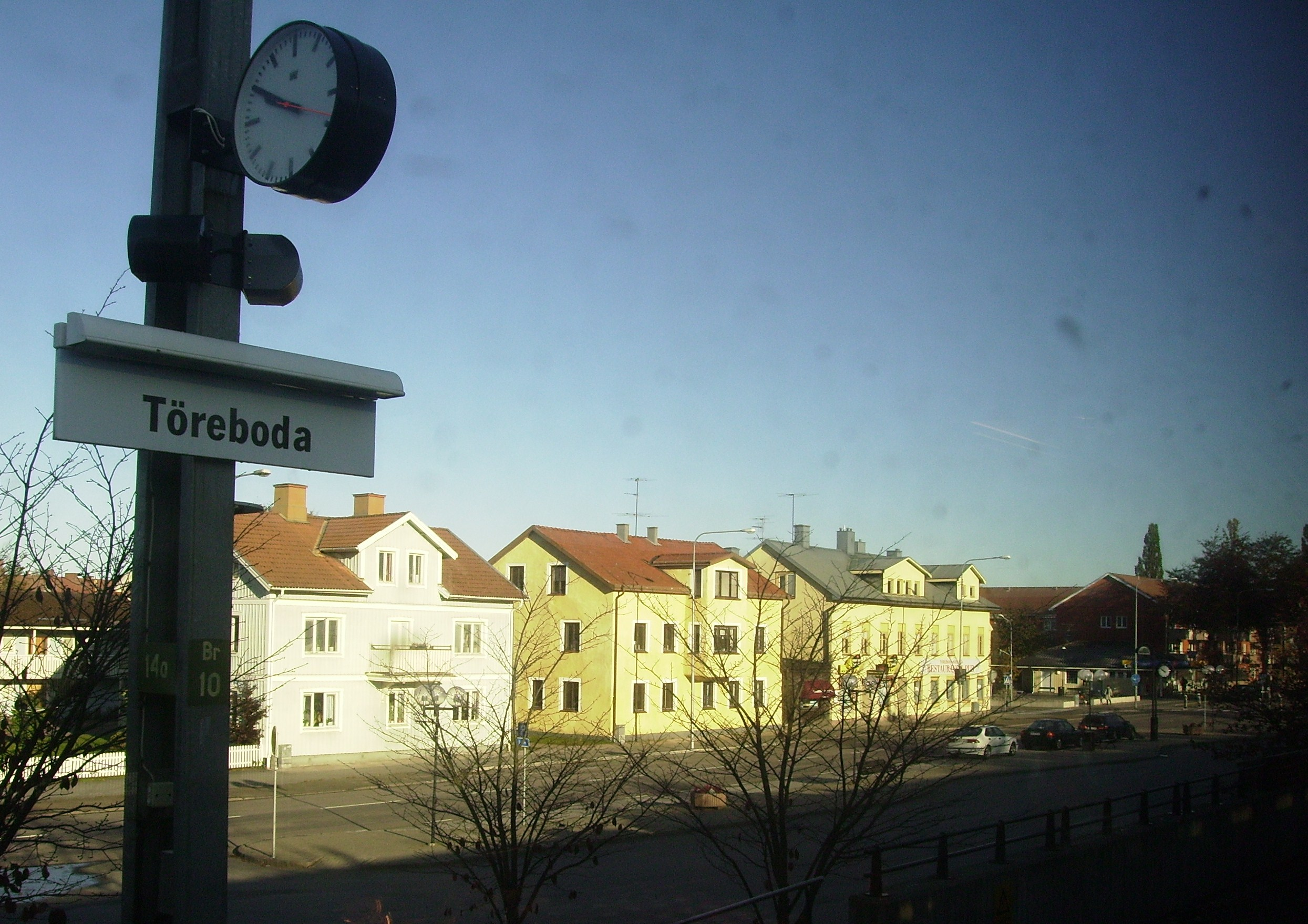
Klockan vid Töreboda station.

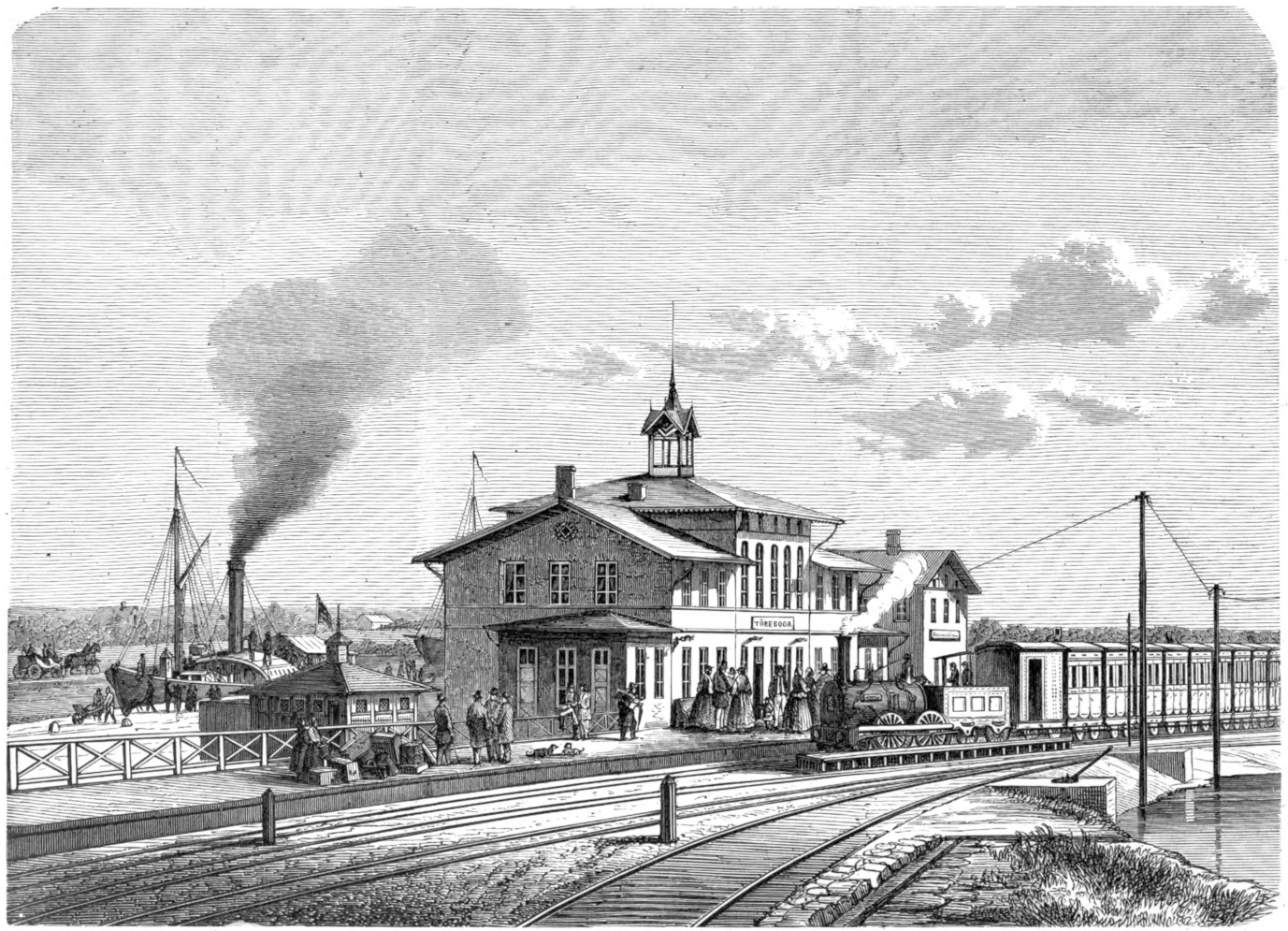
Töreboda station – teckning i Illustrerad Tidning 1865. Till vänster i bild syns en ångare på Göta kanal. Framför stationen står ett ånglok med personvagnar.

Töreboda station, är en stationsbyggnad från 1859 i Töreboda kommun vid Västra stambanan mellan Göteborg C och Stockholm C. Stationen är numera ett Resecentrum – en knutpunkt för både buss och tåg i kommunen.
Törebodas stationshus vetter sin vackraste sida mot Göta kanal. En gång i tiden var här en livlig aktivitet med utbyte av gods och resenärer mellan kanalen och järnvägen. Stationshuset är statligt byggnadsminne sedan den 21 augusti 1986 och blev efter försäljning byggnadsminne den 1 januari 2001.

## Historik
Från hösten 1859 fungerade Töreboda station som Västra stambanans slutstation, då banan från Göteborg nått den strategiska punkt där järnvägen korsar Göta kanal. Här förenades Baltzar von Platens kanalprojekt och Nils Ericsons järnvägsnät – stationen sågs som en symbolisk fredspakt mellan de ofta motstridiga partsintressena. Ett nytt samhälle planerades på den tidigare i stort sett orörda marken. Stationen förlades strategiskt i anslutning till kanalen och med den ena sida vänd mot denna och den andra mot järnvägen.
När det gäller Västra stambanans vidare framväxt invigdes året därpå (1860) den första delsträckan söderut från Stockholm Södra till Södertälje. Den sista etappen blev den mellan Hallsberg och Sparreholm. Under många festligheter kunde så hela stambanan invigas i november 1862. Resan mellan Göteborg Central och Stockholm Södra tog då endast 14 timmar. Med färd genom Göta kanal tog resan omkring fyra dagar.

## Beskrivning
Framtidsplanerna medförde att stationshuset byggdes i sten och gavs en för tiden ansenlig storlek. Stationshuset byggdes i rött tegel i "rohbau" – alltså med oputsat tegel. Denna så kallande Alingsåsmodell var ett av de första stationshus, som arkitekten Adolf W. Edelsvärd ritade. Liknande stationshus uppfördes vid samma tid i Alingsås (1858) och Skövde (1859).
Byggnaden utformades helt symmetriskt med ett högre mittparti flankerat av tvåvånings sadeltakstäckta sidopartier och två små envånings sidoflyglar på gavlarna. Mittdelen framhävdes även genom stickbågiga dörrpartier i bottenvåningen mot kanalen, höga rundbågade fönster i den övre våningen och ett torn av trä med en flaggstång. Tornet revs sedermera, men återställdes vid en omfattande renovering av byggnaden 1996-97. I bottenvåningen gjordes vestibulen sexkantig och kring denna låg biljettkontor, väntsalar och en matservering. I flyglarna inrymdes expeditionslokaler av olika slag. På övervåningen inreddes ett kök och åtta bostadsrum.
Flera ombyggnader har förändrat interiören, men delar av äldre planlösning och inredning finns bevarad. Bottenvåningen har även återfått något av sitt ursprungliga utseende efter en omfattande renovering av paneler, dörrpartier och färgsättning. Vid denna renovering återställdes även hela takfoten, vissa dörr- och fönsterpartier samt tornet på taket.